# Christian von Hirschhausen

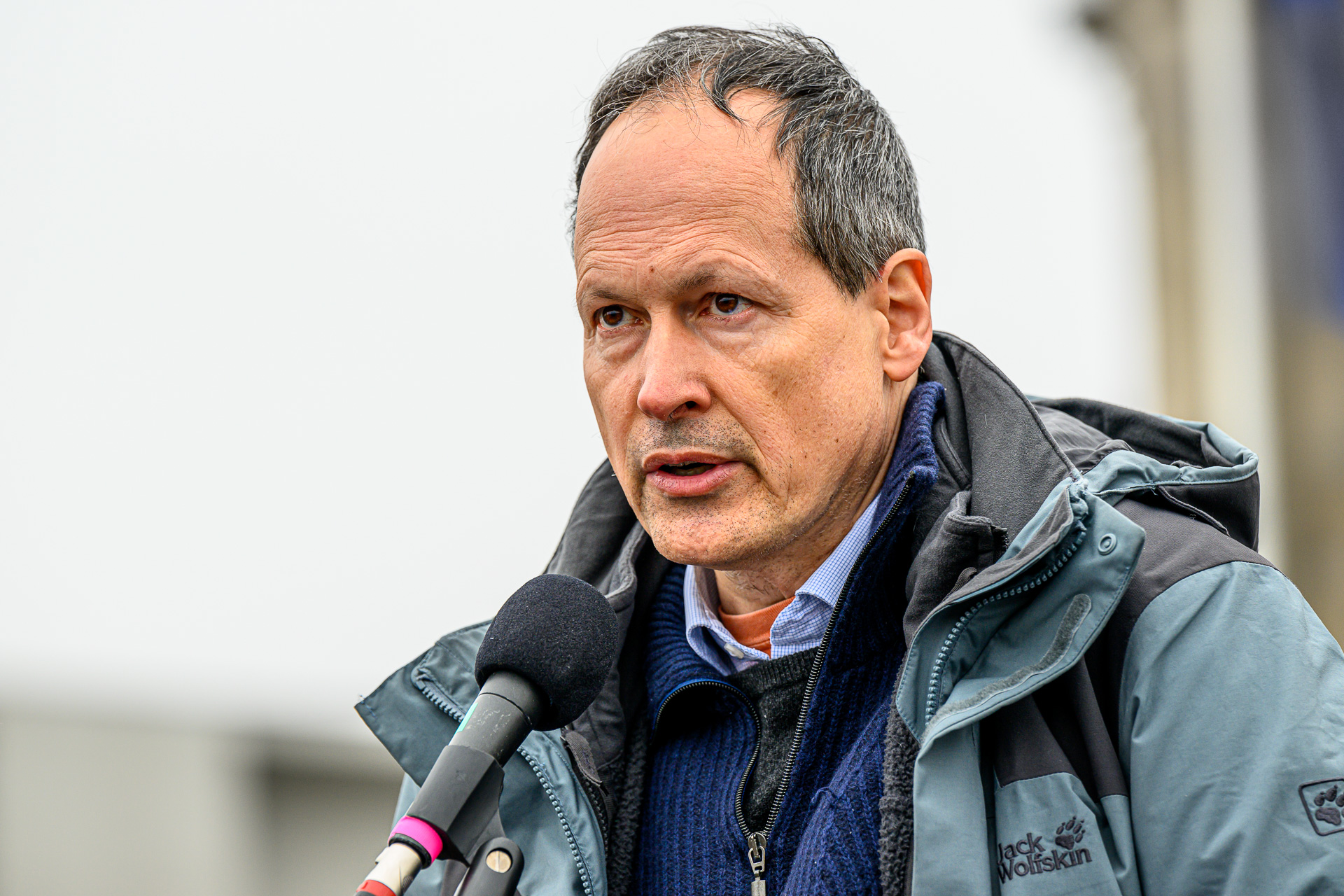
Christian von Hirschhausen (2022)

Christian Roland von Hirschhausen (* 7. März 1964 in Frankfurt am Main) ist ein deutscher Wirtschaftswissenschaftler.

## Leben
Hirschhausen entstammt der deutschbaltischen Gelehrtenfamilie Hirschhausen, er studierte Volkswirtschaftslehre in Boulder (Colorado) und Wirtschaftsingenieurwesen in Berlin und wurde 1995 an der École nationale supérieure des mines de Paris in Betriebswirtschaftslehre zur Privatisierung osteuropäischer Kombinate promoviert. Er arbeitete von 1997 bis 2004 als wissenschaftlicher Mitarbeiter in der Abteilung Weltwirtschaft des DIW Berlin, habilitierte sich 2002 an der Technischen Universität Berlin, wo er von 2002 bis 2004 das Fachgebiet Wirtschafts- und Infrastrukturpolitik (WIP) leitete. Zum Wintersemester 2004/2005 folgte Christian von Hirschhausen dem Ruf der Technischen Universität Dresden und wurde Inhaber des DREWAG-Stiftungslehrstuhls Energiewirtschaft. Bald nahm er einen Ruf an die TU Berlin an und leitet seit April 2009 erneut das Fachgebiet Wirtschafts- und Infrastrukturpolitik. Zudem ist er seit Juni 2009 Vorsitzender der Gemeinsamen Kommission für Wirtschaftsingenieurwesen an der TU Berlin.
Von Hirschhausen ist Mitglied des Holocene Project, einer Initiative von Klimaforschern, die anstrebt, die Erde auf ein Niveau des Holozäns zurückzuführen, indem der CO₂-Gehalt der Atmosphäre unter 350 ppm und die Erwärmung auf weniger als 1 °C über den vorindustriellen Werten gehalten wird. Das Holocene Project modelliert einen Plan für einen konzertierten wirtschaftlichen und sozialen Wandel hin zu einer Zukunft ohne fossile Brennstoffe. Hirschhausen ist dort federführend für notwendige Erweiterungen von GENeSYS-MOD (Global Energy System Model) einem offenen Energiemodell. Es wurde entwickelt, um Entscheidungsunterstützung für die Energiewende zu bieten und dekarbonisierungsorientierte Szenarien zu analysieren.
Sein Bruder ist Eckart von Hirschhausen. Sein Vater ist Heinrich von Hirschhausen.

## Werke
- Du combinat socialiste à l'entreprise capitaliste : une analyse des réformes industrielles en Europe de l'Est. L'Harmattan, Paris 1996, ISBN 2-7384-4279-X. (Collection Pays de l'Est; École Nationale Supérieure des Mines de Paris, Paris 1994, Dissertation)
  - Dt.: Vom sozialistischen VEB zum kapitalistischen Unternehmen. Eine Analyse der Industriereformen in Osteuropa (1989–1994), übersetzt von Jan Philipp Weise. Frankfurt am Main: Neue Deutsch-Französische Jahrbücher, 2020. ISBN 978-3-949153-04-4.
- Modernizing infrastructure in transformation economies: paving the way to European enlargement. Elgar, Cheltenham u. a. 2002, ISBN 1-84376-113-0.
- als Hrsg.: Trends in infrastructure regulation and financing: international experience and case studies from Germany. Elgar, Cheltenham 2004, ISBN 1-84376-790-2.
- mit Helmut Baumgarten, Burkard Schmager und Wolf-Christian Hildebrand: Wirtschaftsingenieurwesen in Ausbildung und Praxis. 2015, ISBN 978-3-7983-2763-4.
- Atomenergie. Geschichte und Zukunft einer riskanten Technologie. C.H. Beck, München 2023, ISBN 978-3-406-79788-0.